# Рэзор, Бьянка
Бьянка Дениса Рэзор (рум. Bianca Denisa Răzor; род. 8 августа 1994, Клуж-Напока, Румыния) — румынская легкоатлетка, специализирующаяся в беге на 400 метров. Бронзовый призёр чемпионата мира в помещении 2016 года в эстафете 4×400 метров. Чемпионка Европы среди юниоров (2011), чемпионка Европы среди молодёжи (2015) в беге на 400 метров. Многократная чемпионка Румынии. Участница летних Олимпийских игр 2012 и 2016 годов.

## Биография
Начала заниматься лёгкой атлетикой в десять лет: тренер Ана Илие искала талантливых детей среди младших школьников, и Бьянка показала одни из лучших результатов среди сверстников в тестовых соревнованиях.
Высокие результаты стала показывать в раннем возрасте. Так, в 2010 году в 15 лет стала бронзовым призёром юниорского чемпионата мира в беге на 400 метров (хотя большинство соперниц были старше на 2-3 года). В том же сезоне дебютировала за взрослую сборную страны, заняв седьмое место в эстафете на чемпионате Европы, а также выиграла две медали на первых юношеских Олимпийских играх в Сингапуре, серебряную в индивидуальном беге на 400 метров и бронзовую в шведской эстафете.
В 2011 году стала чемпионкой Европы среди юниоров с личным рекордом и рекордом Румынии среди девушек до 18 лет — 51,96.
В 17 лет вышла на старт Олимпийских игр в Лондоне, но не пробилась дальше первого круга в беге на 400 метров.
Не смогла повторить свой золотой успех на юниорском первенстве Европы 2013 года, уступив в финале Патриции Выцишкевич. На дебютном чемпионате мира заняла высокое 12-е место по итогам полуфиналов, а в эстафете помогла сборной финишировать на шестом месте в решающем забеге.
На чемпионате Европы 2014 года была в числе финалистов на дистанции 400 метров, показав шестой результат — 51,95.
Летом 2015 года выиграла чемпионат Европы среди молодёжи. На чемпионате мира установила в предварительном забеге личный рекорд 50,37 — лучший результат в истории страны с 1999 года, когда Ионела Тырля стала первой румынкой, пробежавшей 400 метров быстрее 50 секунд (49,88). Результат Бьянки в полуфинале оказался несколько хуже, 51,05, и не позволил оказаться в числе восьми финалистов турнира.
Выиграла бронзовую медаль в эстафете на чемпионате мира в помещении 2016 года, выступая на заключительном этапе.
Участвовала в Олимпийских играх в Рио-де-Жанейро, но выбыла из борьбы за медали уже в предварительных забегах как в личном виде, так и в эстафете 4×400 метров.
В 2017 году на третьем подряд чемпионате мира дошла до полуфинала на дистанции 400 метров. В завершение сезона выиграла две бронзовые медали на Универсиаде в Тайбэе, в беге на 400 метров и в эстафете.
Изучает менеджмент в Университете Бабеш-Бойяи.

## Основные результаты
| Год  | Турнир                          | Место проведения         | Дисциплина        | Место       | Результат |
| ---- | ------------------------------- | ------------------------ | ----------------- | ----------- | --------- |
| 2010 | Чемпионат мира среди юниоров    | Монктон, Канада          | 400 м             | 3-е         | 53,17     |
| 2010 | Чемпионат мира среди юниоров    | Монктон, Канада          | эстафета 4×400 м  | — (заб.)    | DQ        |
| 2010 | Чемпионат Европы                | Барселона, Испания       | эстафета 4×400 м  | 7-е         | 3.29,75   |
| 2010 | Юношеские Олимпийские игры      | Сингапур                 | 400 м             | 2-е         | 53,10     |
| 2010 | Юношеские Олимпийские игры      | Сингапур                 | шведская эстафета | 3-е         | 2.07,59   |
| 2011 | Чемпионат Европы в помещении    | Париж, Франция           | 400 м             | 16-е (заб.) | 55,08     |
| 2011 | Чемпионат мира среди юношей     | Лилль, Франция           | 400 м             | 5-е         | 52,82     |
| 2011 | Чемпионат мира среди юношей     | Лилль, Франция           | шведская эстафета | 6-е         | 2.10,17   |
| 2011 | Чемпионат Европы среди юниоров  | Таллин, Эстония          | 400 м             | 1-е         | 51,96     |
| 2011 | Чемпионат Европы среди юниоров  | Таллин, Эстония          | эстафета 4×400 м  | — (заб.)    | DQ        |
| 2012 | Чемпионат Европы                | Хельсинки, Финляндия     | эстафета 4×400 м  | 7-е         | 3.29,80   |
| 2012 | Чемпионат мира среди юниоров    | Барселона, Испания       | 400 м             | 6-е         | 52,20     |
| 2012 | Чемпионат мира среди юниоров    | Барселона, Испания       | эстафета 4×400 м  | — (заб.)    | DQ        |
| 2012 | Олимпийские игры                | Лондон, Великобритания   | 400 м             | 28-е (заб.) | 52,83     |
| 2013 | Чемпионат Европы среди юниоров  | Риети, Италия            | 400 м             | 2-е         | 51,82     |
| 2013 | Чемпионат Европы среди юниоров  | Риети, Италия            | эстафета 4×400 м  | 6-е         | 3.38,57   |
| 2013 | Чемпионат мира                  | Москва, Россия           | 400 м             | 12-е (1/2)  | 51,49     |
| 2013 | Чемпионат мира                  | Москва, Россия           | эстафета 4×400 м  | 6-е         | 3.28,40   |
| 2014 | Чемпионат мира в помещении      | Сопот, Польша            | эстафета 4×400 м  | 8-е (заб.)  | 3.38,18   |
| 2014 | Чемпионат Европы                | Цюрих, Швейцария         | 400 м             | 6-е         | 51,95     |
| 2014 | Чемпионат Европы                | Цюрих, Швейцария         | эстафета 4×400 м  | 9-е (заб.)  | 3.33,84   |
| 2015 | Чемпионат Европы в помещении    | Прага, Чехия             | 400 м             | 15-е (заб.) | 53,76     |
| 2015 | Чемпионат Европы среди молодёжи | Таллин, Эстония          | 400 м             | 1-е         | 51,31     |
| 2015 | Чемпионат мира                  | Пекин, Китай             | 400 м             | 13-е (1/2)  | 51,05     |
| 2015 | Чемпионат мира                  | Пекин, Китай             | эстафета 4×400 м  | 11-е (заб.) | 3.28,60   |
| 2016 | Чемпионат мира в помещении      | Портленд, США            | 400 м             | 9-е (1/2)   | 53,34     |
| 2016 | Чемпионат мира в помещении      | Портленд, США            | эстафета 4×400 м  | 3-е         | 3.31,51   |
| 2016 | Олимпийские игры                | Рио-де-Жанейро, Бразилия | 400 м             | 33-е (заб.) | 52,42     |
| 2016 | Олимпийские игры                | Рио-де-Жанейро, Бразилия | эстафета 4×400 м  | 14-е (заб.) | 3.29,87   |
| 2017 | Чемпионат Европы в помещении    | Белград, Сербия          | 400 м             | 19-е (заб.) | 54,11     |
| 2017 | Чемпионат мира                  | Лондон, Великобритания   | 400 м             | 18-е (1/2)  | 52,09     |
| 2017 | Универсиада                     | Тайбэй, Китайский Тайбэй | 400 м             | 3-е         | 51,97     |
| 2017 | Универсиада                     | Тайбэй, Китайский Тайбэй | эстафета 4×400 м  | 3-е         | 3.34,16   |